# El secreto del capitán O’Hara
El secreto del capitán O’Hara ist ein Western aus dem Jahr 1964. Die spanische Produktion entstand unter der Regie von Arturo Ruiz Castillo nach der Geschichte „El Capitán Fracasos“ von Clark Carredos und wurde im deutschsprachigen Raum bislang nicht gezeigt.

## Handlung
Zu Zeiten des Sezessionskrieges: Captain Richard O’Hara trifft mit einem Trupp in der Wüste auf Mary, deren Konvoi von Indianern überfallen wurde, was sie allein überlebte. Sie war auf dem Weg zum Fort, denn sie ist die Verlobte von Major Brush, dem Kommandanten. O’Hara und Brush treffen dort aufeinander; sie kennen sich seit der gemeinsamen Zeit auf der Militärakademie und liegen seither immer wieder im Streit; u. a. hat Brush O’Hara wegen angeblicher Feigheit und Fahnenflucht durch ein Militärgericht degradieren lassen. Mary verliebt sie in O’Hara; ein anderes neues Liebespaar im Fort und ein Beispiel friedlichen Zusammenlebens ist der Waldläufer Wills und eine junge Indianerin, die als Barmädchen arbeitet. Blind vor Eifersucht, Rache und Imponiergehabe begibt sich Brush auf den Kriegspfad gegen die indianischen Stämme; als Folge davon wird das Fort von Navajos und Apachen angegriffen und erleidet schlimme Verluste. Nachdem durch das beherzte Tun von O’Hara das Schlimmste abgewendet werden konnte, erkennt Brush seine Fehler und bittet den fälschlicherweise Degradierten um Vergebung.